# Krister Henriksson
Krister Henriksson (Jan Krister Allan Henriksson), né le 12 novembre 1946 à Grisslehamn dans le comté de Stockholm, est un acteur suédois. 

## Biographie
Krister Henriksson est marié à l'actrice Cecilia Nilsson. Il est connu pour avoir tenu le rôle de Kurt Wallander dans la série de télévision inspirée des romans de Henning Mankell. Il a reçu le prix « Eugene O'Neill Award » en 1997.

## Filmographie partielle

### Cinéma
- 1996 : Kalle Mikael détective vit dangereusement (Kalle Blomkvist - Mästerdetektiven lever farligt) de Göran Carmback
- 2000 : Infidèle
- 2000 : Pelle Svanslös och den stora skattjakten : le narrateur
- 2003 : Reconstruction
- 2007 : Solstorm
- 2011 : Kyss mig

### Télévision
- 2001-2004 : Les Enquêtes du commissaire Winter (Kommissarie Winter) - Bertil Ringmar
- 2005-2009 : Wallander : enquêtes criminelles